# Texas Chainsaw Massacre: The Next Generation
Texas Chainsaw Massacre: The Next Generation (bra: O Massacre da Serra Elétrica - O Retorno; prt: Massacre no Texas - O Regresso), originalmente The Return of the Texas Chainsaw Massacre, é um  filme estadunidense de 1994, do gênero comédia de horror,dirigido por Kim Henkel, com roteiro de Tobe Hopper e do próprio Kim.
É sequência de Leatherface: Texas Chainsaw Massacre III, além de praticamente um remake do original The Texas Chain Saw Massacre.

## Sinopse
Um grupo de jovens sai de carro para se divertir na noite de formatura, mas acabam sofrendo um acidente. No meio da floresta, vão procurar ajuda e acabam caindo numa armadilha e que os leva até a casa da família canibal de Leatherface.

## Elenco
- Renée Zellweger como Jenny
- Lisa Marie Newmyer como Heather
- Tyler Shea Cone como Barry
- John Harrison como Sean
- Matthew McConaughey como Vilmer Sawyer
- Robert Jacks como  Leatherface
- Joe Stevens como  W.E. Sawyer
- Tonie Perensky como Darla
- James Gale como Rothman
- Debra Marshall como a policial

## Temas e análises

### Subtrama da sociedade secreta
O filme ficou conhecido por apresentar a subtrama de uma sociedade secreta que leva a família de Leatherface a aterrorizar civis, a fim de provocá-los até que atinjam um nível de transcendência. Em uma entrevista retrospectiva, Kim Henkel confirmou que a base dessa subtrama foi influenciada pelas teorias que cercavam os Illuminati. Comentando sobre o misterioso personagem Rothman, Henkel declarou: "Ele se parece mais com o líder de um culto extremo, que faz com que as vítimas experimentem o horror sob o pretexto de que isso produz algum tipo de experiência transcendente. Claro, produz uma experiência transcendente. A morte é assim. Mas não adianta nada. Você é torturado e atormentado, se borra de medo e depois morre."
Outras referências aos Illuminati são feitas nos diálogos do filme, mais precisamente na cena em que Darla conta a Jenny sobre a sociedade secreta de milhares de anos que estaria no controle do governo dos Estados Unidos, e faz referência ao assassinato do presidente John Kennedy. A respeito da discussão em torno desse ponto da trama, o crítico Russell Smith observou: "Seriam os inexplicáveis 'eles' uma alusão ao público insaciável [dos filmes] de terror que sempre torna esses festivais sangrentos um bom investimento, ou uma cabala de governantes obcecados pelo poder...?"

### Transformismo de Leatherface
Outro elemento observado por críticos e estudiosos de cinema são as referências explícitas do filme ao transformismo de Leatherface, algo que foi brevemente explorado no primeiro filme, mas que neste é implementado em maior medida. Robert Wilonsky, do Houston Press, comentou sobre o tratamento dado ao personagem, escrevendo que o filme "transforma Leatherface (interpretado por Robbie Jacks, músico de Austin que apresentava um programa de rádio com Gibby Haynes, do Butthole Surfers) em um garoto efeminado travesti que grita mais que tudo". Segundo Henkel, ele escreveu o personagem como alguém que assume a persona da pessoa cujo rosto ele usa: "A sexualidade confusa do personagem Leatherface é complexa e horrível ao mesmo tempo", disse ele em entrevista em 1996. O estudioso de cinema Scott Von Doviak também percebeu esse fato e comparou a representação de Leatherface no filme à de uma "drag queen torturada".